# Jaboticaba
Jaboticaba är en kommun i Brasilien.   Den ligger i delstaten Rio Grande do Sul, i den södra delen av landet, 1 400 km söder om huvudstaden Brasília. Antalet invånare är 4 111.
Trakten runt Jaboticaba består till största delen av jordbruksmark. Runt Jaboticaba är det ganska glesbefolkat, med 32 invånare per kvadratkilometer.